# Pietro Pitati

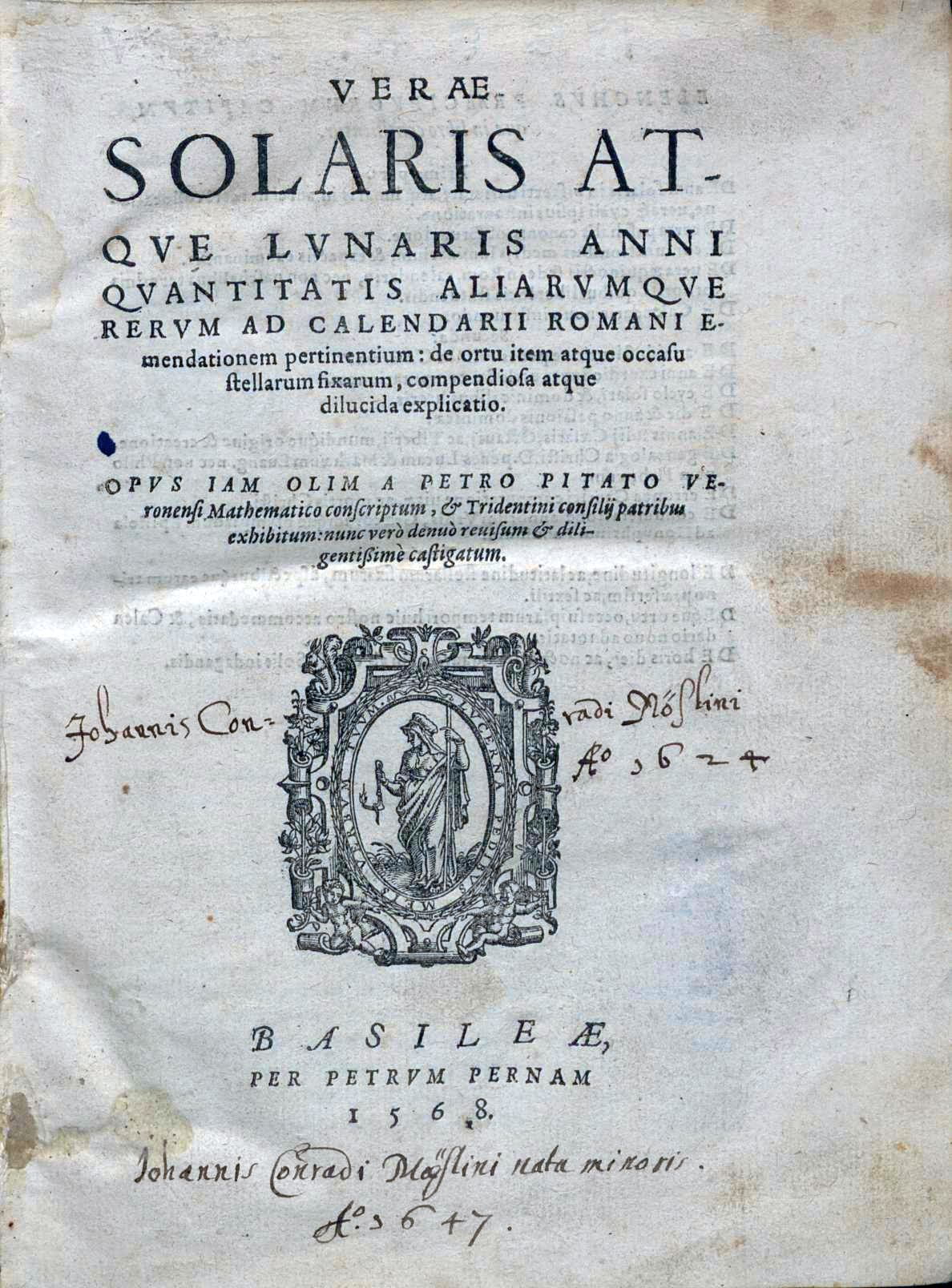
Verae solaris atque lunaris anni quantitatis aliarumque rerum ad calendarii romani emendationem pertinentium, 1568

Pietro Pitati (Verona, XVI secolo – ...) è stato un astronomo italiano.

## Biografia
Dopo aver proseguito le effemeridi di Johannes Stöffler fino al 1562, nel 1542 pubblicò l'Almanacco nuovo, la prima effemeride italiana.

## Opere
- (LA) Paschales atque noviluniorum mensurni canones, Venezia, Lucantonio Giunta (1.), 1537.
- (LA) Compendium super annua solaris, atque lunaris anni quantitate, Paschalis item solennitatis iuxta veteres Ecclesiae canones recognitione, Romanisque calendarii instauratione, Venezia, Domenico Nicolini da Sabbio, 1564.
- (LA) Verae solaris atque lunaris anni quantitatis aliarumque rerum ad calendarii romani emendationem pertinentium, Berna, Peter Perna, 1568.